# (16365) 1979 MK5
(16365) 1979 MK5 est un astéroïde de la ceinture principale d'astéroïdes découvert en 1979.

## Description
(16365) 1979 MK5 a été découvert le 25 juin 1979 à l'observatoire de Siding Spring, situé près de Coonabarabran, en Nouvelle-Galles du Sud, en Australie, par Eleanor Francis Helin et S. J. Bus.

### Caractéristiques orbitales
L'orbite de cet astéroïde est caractérisée par un demi-grand axe de 2,59 UA, un périhélie de 2,36 UA, une excentricité de 0,09 et une inclinaison de 2,64° par rapport à l'écliptique. Du fait de ces caractéristiques, à savoir un demi-grand axe compris entre 2 et 3,2 UA et un périhélie supérieur à 1,666 UA, il est classé, selon la JPL Small-Body Database, comme objet de la ceinture principale d'astéroïdes.

### Caractéristiques physiques
(16365) 1979 MK5 a une magnitude absolue (H) de 14,5 et un albédo estimé à 0,196.